# Dyscia alvarensis
Dyscia alvarensis är en fjärilsart som beskrevs av Einar Wahlgren 1913. Dyscia alvarensis ingår i släktet Dyscia och familjen mätare. Inga underarter finns listade i Catalogue of Life.